# HMAS Choules (L100)
HMAS Choules (L-100) je výsadková doková loď Australského královského námořnictva. Postavena byla v letech 2002–2006 jako RFA Largs Bay (L3006), druhá jednotka třídy Bay provozované Royal Fleet Auxiliary, podpůrnou složku britského královského námořnictva. Spojené království loď vyřadilo kvůli úsporným opatřením a prodalo ji Austrálii, která se potýkala s nedostatkem moderních lodí této kategorie.

## Stavba

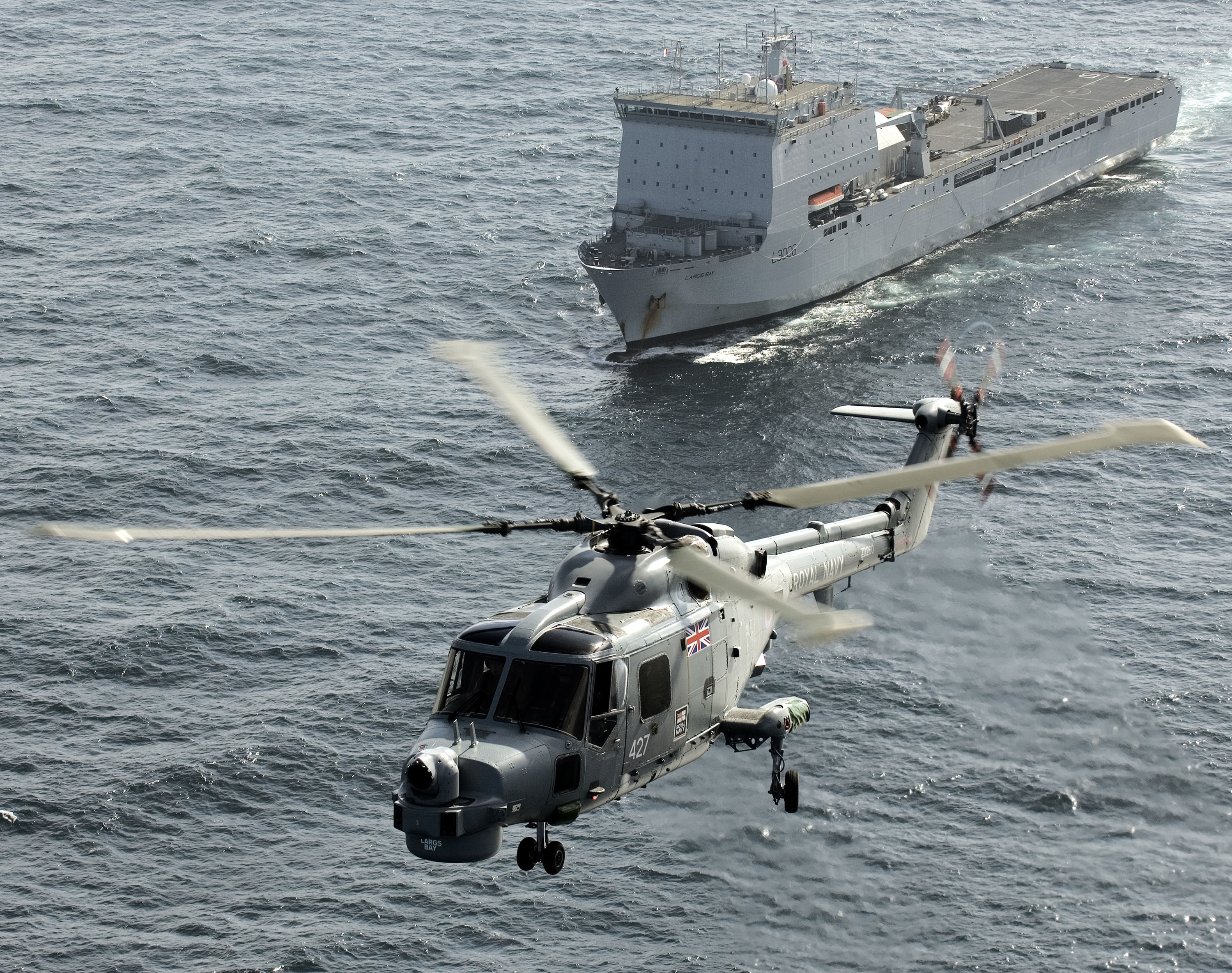
RFA Largs Bay (L3006) s vrtulníkem Lynx Mk.8

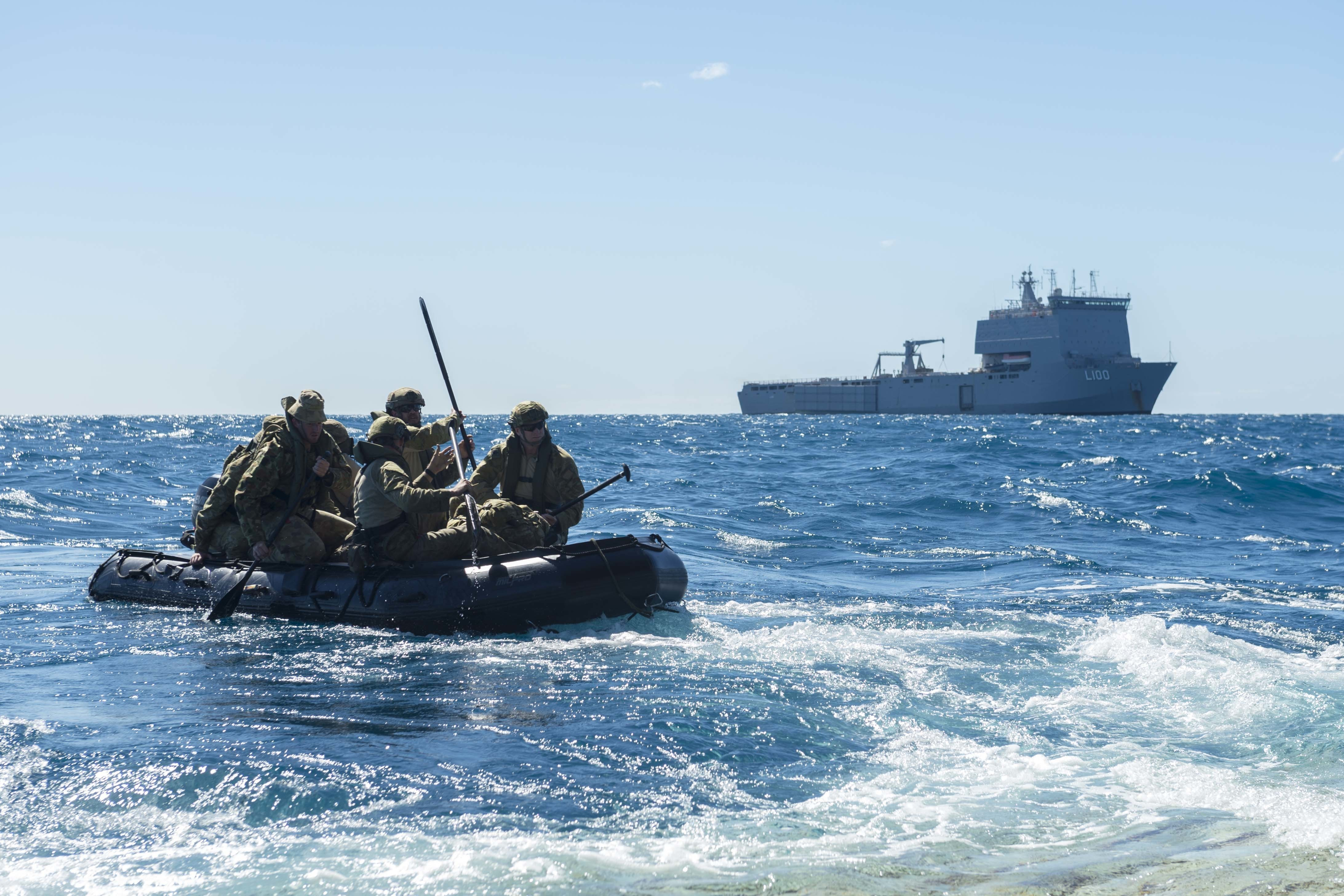
HMAS Choules (L-100) v roce 2017

Výsadková loď Choules byla postavena britskou loděnicí Swan Hunter Shipbuilders ve Wallsend-on-Tyne jako v druhá jednotka britské třídy Bay. Původní název plavidla je Largs Bay. Stavba byla zahájena 28. ledna 2002, trup byl spuštěn na vodu 18. července 2005 a do služby v Royal Fleet Auxiliary byla loď zařazena 28. listopadu 2006.
V roce 2010 Spojené království provedlo revizi svých výdajů na obranu (dokument nese název UK Strategic Defence and Security Review), která znamenala značné krácení rozpočtů. Largs Bay proto byla vyřazena z aktivní služby a v dubnu 2011 o jejím zakoupení rozhodla Austrálie. Australské námořnictvo totiž vlastní velice zastaralé výsadkové lodě a koupě Largs Bay mu pomůže lépe překlenout období do dokončení dvojice moderních plavidel třídy Canberra.
Australské námořnictvo loď převzalo v říjnu 2011. Byla podrobena rozsáhlým zkouškám, opravena a modernizována. Například byla tropikalizována, vybavena výsadkovými prámy Mexeflote a hangárem pro vrtulníky. Do služby byla zařazena 13. prosince 2011 po názvem HMAS Choules (L100).

## Operační služba
Britské námořnictvo nasadilo Largs Bay v roce 2010 v rámci humanitární pomoci po zemětřesení na Haiti.